# 罗布·穆费尔斯
罗布·穆费尔斯（德語：Rob Muffels，1994年12月8日—），德国男子游泳运动员，曾获得2019年世界游泳锦标赛混合团体5公里接力金牌和男子10公里公开水域游泳铜牌。他也曾参加2020年夏季奥林匹克运动会。